# Neptosternus pseudohydaticoides
Neptosternus pseudohydaticoides är en skalbaggsart som beskrevs av Lars Hendrich och Michael Balke 1997. Neptosternus pseudohydaticoides ingår i släktet Neptosternus och familjen dykare. Inga underarter finns listade i Catalogue of Life.